# Кириківська селищна територіальна громада
Кириківська селищна територіальна громада — об'єднана територіальна громада в Україні, у Охтирському районі Сумської області. Адміністративний центр — селище Кириківка.
Площа громади — 270,14 км², населення — 6711 мешканців (2018).

## Історія
Утворена 10 вересня 2016 року шляхом об'єднання Кириківської селищної ради та Вишевеселівської, Іванівської, Катанської, Рябинівської, Яблучненської сільських рад Великописарівського району.
19 липня 2020 року, в результаті адміністративно-територіальної реформи та ліквідації Великописарівського району, громада увійшла до складу новоутвореного Охтирського району.

## Населені пункти
До складу громади входять 1 селище (Кириківка) і 13 сіл: Березівка, Василівка, Веселе, Вищевеселе, Іванівка, Катанське, Катеринівка, Майське, Маракучка, Мирне, Рідне, Рябина та Яблучне.

## Див.також
- Обстріли Кириківської селищної громади